# Onthophagus delicatus
Onthophagus delicatus là một loài bọ cánh cứng trong họ Bọ hung (Scarabaeidae).